# Polyménorrhée
La polyménorrhée désigne l'augmentation de la fréquence des règles, survenant à intervalles trop fréquents (moins de 24 jours). Elle traduit donc un cycle menstruel raccourci. 